# 韦尔托瓦
韦尔托瓦（義大利語：Vertova），是意大利贝加莫省的一个市镇。总面积15平方公里，人口4832人，人口密度322.1人/平方公里（2009年）。国家统计（ISTAT）代码为016234。